# Ячэн (газовое месторождение)
Ячэн, Блок 13-1 (кит. упр. 崖城, пиньинь yacheng) — шельфовое газоконденсатное месторождение в Китае.
Расположено в Южно-Китайском море в районе о. Хайнань . Открыто в феврале 1990 года. Разработка началось 1996 году.
Является крупнейшим месторождением газа на шельфе морей, окружающих Китай. Запасы газа оцениваются в 100 млрд м.куб. Находится в промышленной эксплуатации.
Первоначально разработка скважины была отдана по контракту американской компании APKO. В настоящее время операторами месторождения является китайская нефтяная компания China National Offshore Oil Corporation (51 %), British Petroleum и Kufpec.
В 2007 году CNOOC и British Petroleum объявили о совместных планах по инвестированию 100 000 долларов США для прохода пяти новых оценочных и эксплуатационных скважин в районе месторождения.